# John Alvbåge
John Alvbåge (født 10. august 1982) er professionel fodboldspiller. Alvbåge har tidligere spillet for IFK Göteborg, Västrä Frölunda, Torslanda IK og Örebro SK i Sverige.
Han blev hentet til Viborg FF i sommeren 2005 fra IFK Göteborg. Han var udtaget til det svenske landshold i fodbold til VM 2006. 